# Columna Durruti
La Columna Durruti fue una columna de milicias populares, de ideología anarquista, que participó en la guerra civil española (1936-1939). Salió de Barcelona el 24 de julio de 1936 con la intención de ocupar Zaragoza, entonces en poder de los sublevados. Comenzó la guerra con unos 2500 milicianos, pero en el transcurso de los meses llegó a tener 6000. Estuvo comandada por el dirigente anarquista Buenaventura Durruti durante los primeros meses.

Negativo de milicianos valencianos de la Columna Durruti antes de su incorporación, vestidos de labradores, 1936

## Historial operacional
La Columna Durruti parte de Barcelona el 24 de julio, formada por unos 2500 milicianos, y se dirigió directamente hacia Zaragoza, teniendo como objetivo la recuperación de la ciudad. Tuvo un primer combate en Caspe, y cuando ya se encontraba a escasamente 22 kilómetros de la ciudad de Zaragoza, los mandos decidieron frenar el avance por miedo a verse aislados y rodeados. La inexperiencia de los milicianos hacía que fueran vulnerables ante los ataques aéreos y las 
emboscadas. De todas formas avanzaron a lo largo de los meses de agosto y septiembre muy poco tomando Pina de Ebro y Osera de Ebro.
A partir de ese momento la columna quedó con escasos suministros y no pudo lanzar un nuevo ataque, por lo que se dedicó a la consolidación del frente defensivo, así como a tareas de propagar y construir la revolución por tierras de Aragón, donde se creará el Consejo de Aragón. Instaló su cuartel general en la localidad de Bujaraloz, Zaragoza. La columna en Aragón se convertiría pronto en un foco de atracción importante.
Contaban con el periódico semanal El Frente: Boletín de Guerra de la Columna Durruti. CNT-FAI. Se editaba en el mismo frente de guerra y era distribuido gratuitamente entre los milicianos.
No pocos periodistas y militantes políticos fueron a visitar la columna; entre ellos estaba la francesa Simone Weil, que intentó participar en la columna. Se formó un «Grupo Internacional» a raíz de la presencia de extranjeros que estaban en Barcelona en julio de 1936 para participar en la Olimpiada Popular, convocada como protesta contra las Olimpiadas de Berlín y que no llegó a tener lugar. Entre los que participaron en el Grupo Internacional estaba el crítico de arte alemán Carl Einstein.
En noviembre Durruti fue llamado para colaborar en la defensa de Madrid, pero no se le permitió llevarse más que a una parte de la columna (unos 1.400 sobre más de 6000 milicianos que tenía la columna entonces). Finalmente la columna resultó diezmada en Madrid (muriendo 1000 milicianos), en la Batalla de la Ciudad Universitaria de Madrid, y Durruti murió allí mismo por un disparo a quemarropa de origen desconocido el 20 de noviembre. Le sustituyó al frente de la Columna Durruti en Madrid Ricardo Sanz.  En Aragón, la columna estaba mandada por Lucio Ruano. Siendo el Coronel Romero comandante de la 4.ª Brigada Mixta, solicitó la destitución de Ricardo Sanz, a quien acusaba de maltratar a los milicianos y llevar prostitutas a las trincheras, pidiendo que se disolviera la Columna, se militarizara y se redistribuyeran sus hombres entre las restantes unidades del frente.

### Militarización
Más tarde, en enero de 1937, el nuevo delegado general de la columna en Aragón José Manzana acabó aceptando la militarización de la misma, convirtiéndose así en la 26.ª División republicana (constituida por las Brigadas Mixtas números 119.ª, 120.ª y 121.ª). Ricardo Sanz tomó el mando de toda la columna en abril de 1937. Sin embargo, no se hizo esta militarización sin oposición. La IV Agrupación (sector Gelsa-Velilla), equivalente a un batallón, decidió dejar el frente y marchar hasta Barcelona, llevándose las armas consigo. Formarían más tarde la Agrupación de los Amigos de Durruti, que tendría un lugar destacado en las Jornadas de mayo de 1937.
Esta división combatió en la batalla de Belchite y en la Batalla de Cataluña en enero de 1939.
Una de las últimas acciones de la división fue durante la Retirada de la Cataluña fue el intento de resistencia en la Sierra del Cadí, en los Pirineos catalanes. Allí planearon crear una bolsa republicana. Sin embargo fue la propia CNT quien desautorizó a la columna y decidieron no hacerlo. Entraron en Francia por Puigcerdá.

### Historial posterior
Posteriormente muchos de sus miembros pasaron por los campos de concentración franceses, como el Campo de internamiento de Vernet d'Ariège y algunos fueron incorporados a la fuerza en el Ejército francés, y a los batallones de construcción que esos momentos estaban construyendo la Línea Weygand de defensa contra Alemania. Estos cayeron prisioneros rápidamente de los nazis y fueron enviados a los campos de concentración nazis, especialmente al de Mauthausen.
Por su parte otro grupo numeroso de la columna fue reclutado para la Legión Extranjera Francesa y fue a combatir al Chad, entonces colonia francesa. Muchos terminaron enrolados en el ejército francés, en la 9.ª Compañía Blindada de la Francia Libre, en la que había muchos españoles (no sólo anarquistas). El primer tanque que entró en París se llamaba "Guadalajara" y llevaba la bandera republicana española. Esta unidad que liberó París también tendría que librar batalla por Estrasburgo y ya en territorio enemigo llegarían hasta Berchtesgaden, el nido de Águila de Hitler en los Alpes.
Uno de los miembros más famosos de la Columna Durruti en la Segunda Guerra Mundial fue Francisco Ponzán, que luego participaría en el Consejo de Aragón. Durante la guerra mundial se dedicaría a transportar paracaidistas ingleses y judíos desde Francia hasta Gibraltar.

## Organización
La unidad de combate más sencilla eran veinticinco individuos que formaban un grupo o pelotón, con un delegado de grupo elegido por democracia directa y revocable en todo momento. Cuatro grupos formaban una centuria con un delegado de centuria y cinco centurias una agrupación o batallón con su correspondiente delegado. La suma de las agrupaciones existentes daba lugar a la columna.
Un comité de guerra asesorado por un consejo técnico-militar coordinaba las operaciones de la columna. Al frente del comité de guerra se encontraba el delegado general de la columna. Todos los delegados de todos los escalafones carecían de privilegios y de mando jerárquico.
Abel Paz, cuenta en Durruti en la revolución española cómo era la organización de la Columna Durruti:

Comité de Guerra. Durruti, Ricardo Rionda, Miguel Yoldi, Antonio Carreño y Luis Ruano. Unidad mayor, la Agrupación, compuesta de 5 Centurias de a cien hombres, repartidos en cuatro grupos de veinticinco. Cada una de estas unidades tenía a su frente un delegado nombrado por la base, y revocable a cada momento. La responsabilidad representativa no confería privilegio ni jerarquía de mando.

Consejo Técnico-militar. Estaba constituido por los militares (oficiales) que había en la Columna. Su representante era el comandante Pérez Farras, y la misión de este consejo era asesorar al Comité de Guerra. No disponía de privilegio alguno ni jerarquía de mando.
Grupos Autónomos. El Grupo Internacional (franceses, alemanes, italianos, marroquíes, ingleses y americanos) , que llegó a contar con unos 400 hombres. Su delegado general, enlazando con el Comité de Guerra, era el capitán de artillería francés llamado Berthomieu, que morirá en septiembre en una acción de guerra.
Grupos Guerrilleros. Misión línea enemiga. Los formaban: 'Los Hijos de la Noche', 'La Banda Negra', 'Los Dinamiteros', 'Los Metalúrgicos' y otros.
Abel Paz

El consejo técnico-militar de la Columna Durruti fue al principio el comandante Pérez Farràs pero fue rápidamente sustituido por el sargento José Manzana. El delegado del Grupo Internacional se llamaba Louis Berthomieu, y morirá el 16 de octubre en la batalla de Perdiguera. Los grupos o pelotones eran flexibles pudiendo variar el número de milicianos encuadrados en ellos y por lo tanto la cantidad de grupos incluidos en cada centuria:

La unidad básica era el grupo, formado generalmente por diez hombres; cada grupo elegía un delegado, cuyas funciones eran parecidas a las de un suboficial del grado más bajo, pero sin la autoridad equivalente. Diez grupos formaban una centuria, que también elegía su propio delegado, y cierto número de centurias formaba una columna, a cuya cabeza había un comité de guerra.
Carlos Semprún-Maura

A continuación, transcribimos la división por sectores y grupos, con la nómina de sus respectivos delegados, que ocupaban los 78 kilómetros de frente de guerra; desde Velilla de Ebro hasta Alcubierre. Esta descripción se da para el 15 de agosto, cuando la columna se compone de unos 4500 milicianos repartidos en 45 Centurias, reunidas en 9 Agrupaciones. El Cuartel General estaba a dos kilómetros de Bujaraloz, en la Venta Monzona, hoy Santa Lucía.
Primer sector. Delegado Ruano.
- 1 Agrupación (cinco centurias). Delegado José Mira
- 2 Agrupación (cinco centurias). Delegado Liberto Roig
- 3 Agrupación (cinco centurias). Delegado José Esplugas.

Segundo Sector. Delegado Miguel Yoldi.
- 4 Agrupación (cinco centurias). Delegado José Gómez Talón
- 5 Agrupación (cinco centurias). Delegado José Tarín
- 6 Agrupación (cinco centurias). Delegado J. Silvestre.

Tercer Sector. Delegado Mora.
- 7 Agrupación (cinco centurias). Delegado Subirats
- 8 Agrupación (cinco centurias). Delegado Edo
- 9 Agrupación (cinco centurias). Delegado R. García

Grupo Internacional. Delegado Louis Berthomieu.
Composición: en cinco grupos de cincuenta. Total 250. Delegados: Ridel, Fortin, Charpenteir, Cottin y Carles.

### Mandos
- Delegado general de Centurias: José Esplugas
- Agrupaciones: Miguel Yoldi
- Sectores: Rionda (Rico)
- Artillería: Capitán Botet
- Tanques: (Blindados): Bonilla
- Consejeros militares: Comandante Pérez Farrás y Sargento Manzana
- Delegado General de la Columna: Buenaventura Durruti
- Comité de Guerra: Miguel Yoldi, José Esplugas, Rionda, Ruano, Mora y Durruti.
- Responsable de Información Comité de Guerra: Francisco Carreño
- Asesores Militares: Comandante Pérez Farrás, Sargento de Artillería Manzana, Capitanes de Artillería Botet y Carciller[9]